# La Redalle
 (novembre 2012).
La Redalle est un chalet d'alpage situé sur le territoire de la commune vaudois de Provence, en Suisse.

## Histoire
Le bâtiment, qui se présente comme une maison isolée dans les pâturages, est inscrit comme bien culturel suisse d'importance nationale. Son toit a été refait en même temps que son lambrissage, lors d'une rénovation en 1980.
Le nom de Redalle vient du patronyme Redal.